# Ривер Хилс (Висконсин)
Ривер Хилс (енгл. River Hills) град је у америчкој савезној држави Висконсин.

## Демографија
По попису из 2010. године број становника је 1.597, што је 34 (-2,1%) становника мање него 2000. године.
| Група             | 2000.         | 2010.         |
| Белци             | 1.368 (83,9%) | 1.277 (80,0%) |
| Афроамериканци    | 80 (4,9%)     | 100 (6,3%)    |
| Азијати           | 123 (7,5%)    | 120 (7,5%)    |
| Хиспаноамериканци | 34 (2,1%)     | 66 (4,1%)     |
| Укупно            | 1.631         | 1.597         |